# العلاقات الشمال مقدونية الفانواتية
العلاقات الشمال مقدونية الفانواتية هي العلاقات الثنائية التي تجمع بين شمال مقدونيا وفانواتو.

## مقارنة بين البلدين
هذه مقارنة عامة ومرجعية للدولتين:
| وجه المقارنة                                              | شمال مقدونيا                                               | فانواتو                                  |
| --------------------------------------------------------- | ---------------------------------------------------------- | ---------------------------------------- |
| المساحة (كم2)                                             | 25.71 ألف                                                  | 12.19 ألف                                |
| عدد السكان (نسمة)                                         | 2.08 مليون                                                 | 276.24 ألف                               |
| الكثافة السكانية (ن./كم²)                                 | 80.9                                                       | 22.66                                    |
| العاصمة                                                   | إسكوبية                                                    | بورت فيلا                                |
| اللغة الرسمية                                             | اللغة المقدونية، اللغة الألبانية                           | اللغة البسلاما، لغة فرنسية، لغة إنجليزية |
| العملة                                                    | دينار مقدوني                                               | فاتو فانواتي                             |
| الناتج المحلي الإجمالي (بليون دولار)                      | 11.34 مليار                                                | 862.88 مليون                             |
| الناتج المحلي الإجمالي (تعادل القوة الشرائية) بليون دولار | 29.26 مليار                                                | 790.76 مليون                             |
| الناتج المحلي الإجمالي الاسمي للفرد دولار أمريكي          | 4.85 ألف                                                   | 2.81 ألف                                 |
| الناتج المحلي الإجمالي للفرد دولار أمريكي                 | 16.25 ألف                                                  | 3.03 ألف                                 |
| مؤشر التنمية البشرية                                      | 0.747                                                      | 0.594                                    |
| رمز المكالمات الدولي                                      | +389                                                       | +678                                     |
| رمز الإنترنت                                              | .mk                                                        | .vu                                      |
| المنطقة الزمنية                                           | توقيت وسط أوروبا، ت ع م+01:00، ت ع م+02:00، أوروبا/سكوبيه ‏ | ت ع م+11:00                              |

## منظمات دولية مشتركة
يشترك البلدان في عضوية مجموعة من المنظمات الدولية، منها:
| علم المنظمة | اسم المنظمة                        | تاريخ انضمام شمال مقدونيا | تاريخ انضمام فانواتو |
| ----------- | ---------------------------------- | ------------------------- | -------------------- |
|             | يونسكو                             | 28 يونيو 1993             | 10 فبراير 1994       |
|             | مؤسسة التمويل الدولية              | 25 فبراير 1993            | 28 سبتمبر 1981       |
|             | منظمة حظر الأسلحة الكيميائية       | ?                         | ?                    |
|             | مؤسسة التنمية الدولية              | 25 فبراير 1993            | 28 سبتمبر 1981       |
|             | منظمة التجارة العالمية             | ?                         | ?                    |
|             | وكالة ضمان الاستثمار متعدد الأطراف | 19 مارس 1993              | 27 يوليو 1988        |
|             | الاتحاد البريدي العالمي            | ?                         | ?                    |
|             | الاتحاد الدولي للاتصالات           | 4 مايو 1993               | 30 مارس 1988         |
|             | الأمم المتحدة                      | 8 أبريل 1993              | 15 سبتمبر 1981       |
|             | البنك الدولي للإنشاء والتعمير      | 25 فبراير 1993            | 28 سبتمبر 1981       |